# Metrika (matematika)
Metrika ili razdaljinska funkcija je matematička formalizacija intuitivnog geometrijskog koncepta udaljenosti dviju točaka.

## Definicija
Uređen par {\displaystyle (X,d)} nepraznog skupa {\displaystyle X} i funkcije {\displaystyle d:X\times X\to \mathbb {R} } naziva se metrički prostor, a funkcija {\displaystyle d} razdaljinska funkcija ili metrika na {\displaystyle X} ako su ispunjeni ovi uvjeti::str. 399.
- {\displaystyle d(x,y)\geq 0,\forall x,y\in X}
- {\displaystyle d(x,y)=0\iff x=y}
- {\displaystyle d(x,y)=d(y,x),\forall x,y\in X}
- {\displaystyle d(x,y)\leq d(x,z)+d(z,y),\forall x,y,z\in X}

## Primjeri
Jedna od metrika na {\displaystyle \mathbb {R} ^{n}} dana je formulom::str. 26.
{\displaystyle d(P,Q)={\sqrt {(x_{1}-y_{1})^{2}+...+(x_{n}-y_{n})^{2}}}}
gdje je {\displaystyle P=(x_{1},...,x_{n}),Q=(y_{1},...,y_{n})\in \mathbb {R} ^{n}}. Za {\displaystyle n=1} i točke {\displaystyle P(a),Q(b)\in \mathbb {R} } dobiva se {\displaystyle d(P,Q)=|a-b|}, za {\displaystyle n=2} i točke {\displaystyle P(x_{1},y_{1}),Q(x_{2},y_{2})\in \mathbb {R} ^{2}} metrika prelazi u udaljenost dviju točaka u ravnini, tj. {\displaystyle d(P,Q)={\sqrt {(x_{2}-x_{1})^{2}+(y_{2}-y_{1})^{2}}}}. Treba napomenuti da je metrika svaka funkcija koja zadovoljava gornja četiri uvjeta, bez obzira da li se u posebnim slučajevima poklapa s pojmom udaljenosti.
Primjer metrike na {\displaystyle \mathbb {C} ^{n}} dan je formulom:
{\displaystyle d(x,y)={\sqrt {|x_{1}-y_{1}|^{2}+...+|x_{n}-y_{n}|^{2}}}}
gdje su {\displaystyle x_{k},y_{k},k=1,2,...,n\in \mathbb {N} } koordinate dvaju točaka iz {\displaystyle \mathbb {C} ^{n}}.
Na skupu {\displaystyle C[a,b]} svih realnih (kompleksnih) funkcija neprekidnih na segmentu {\displaystyle [a,b]} jedna od metrika definirana je s:
{\displaystyle d(f,g)={\sqrt {\int _{a}^{b}|f(t)-g(t)|^{2}dt}}}
gdje su {\displaystyle f,g\in C[a,b]}.